# Castrione longicaudata
Castrione longicaudata is een pissebed uit de familie Bopyridae. De wetenschappelijke naam van de soort is voor het eerst geldig gepubliceerd in 1980 door Brasil Lima.